# Nunca te olvidaré (canción)
Nunca te olvidaré es una balada interpretada por el cantautor español Enrique Iglesias, incluida en su tercer álbum de estudio en español, Cosas del amor (1998). Fue lanzado como el segundo y último sencillo de dicho álbum por la empresa discográfica Fonovisa el 16 de noviembre de 1998.

## Información de la canción
La canción fue escrita por Enrique Iglesias y producida por el español Rafael Pérez Botija, fue puesta en la telenovela mexicana de la cadena Televisa del mismo título Nunca te olvidaré (1999), bajo la producción por Juan Osorio y Carlos Moreno Laguillo, protagonizada por Edith González y Fernando Colunga. El mismo la cantó en un episodio. El video fue dirigido por Guillermo Del Bosque y fue producida por Juan Osorio, fue filmado en Guanajuato, México y en el video, Iglesias está interpretando la canción con una orquesta mientras varias mujeres observan desde sus ventanas.

## Posicionamiento en charts
La canción debutó en la lista Billboard Hot Latin Tracks de Estados Unidos el 16 de enero de 1999 en la posición 34 y subió al número 1 el 6 de marzo de 1999, durante una semana. La canción duró 11 semanas dentro del Top Ten y 25 semanas no consecutivas dentro del Top 40.
En la Billboard Latin Pop Airplay la canción alcanzó el número 1 el 6 de febrero de 1999 por una semana pero apareció desde el 23 de enero de 1999 al 11 de febrero de 2000, durante 34 semanas no consecutivas.
| Chart (1999)                                  | Máxima posición |
| --------------------------------------------- | --------------- |
| U.S. Billboard Hot Latin Tracks               | 1 (1 week)      |
| U.S. Billboard Latin Pop Airplay              | 1 (1 week)      |
| U.S. Billboard Latin Regional Mexican Airplay | 16              |
| U.S. Billboard Latin Tropical/Salsa Airplay   | 7               |

### Sucesión en las listas
| Predecesor: Ése de Jerry Rivera | U.S. Billboard Hot Latin Tracks — Sencillo N°. 1 6 de marzo de 1999 - 12 de marzo de 1999 | Sucesor: Si te pudiera mentir de Marco Antonio Solís |

| Predecesor: Tú de Shakira | U.S. Billboard Latin Pop Airplay — Sencillo N°. 1 6 de febrero de 1999 - 12 de febrero de 1999 | Sucesor: Tú de Shakira |